# Ageno
Ageno är en udde i Antarktis. Den ligger i Västantarktis. Argentina, Chile och Storbritannien gör anspråk på området.
Terrängen inåt land är varierad. Havet är nära Ageno västerut. Trakten är glest befolkad. Närmaste befolkade plats är San Martín Station, 5,0 kilometer öster om Ageno. 